# خمیره (زمین‌شناسی)

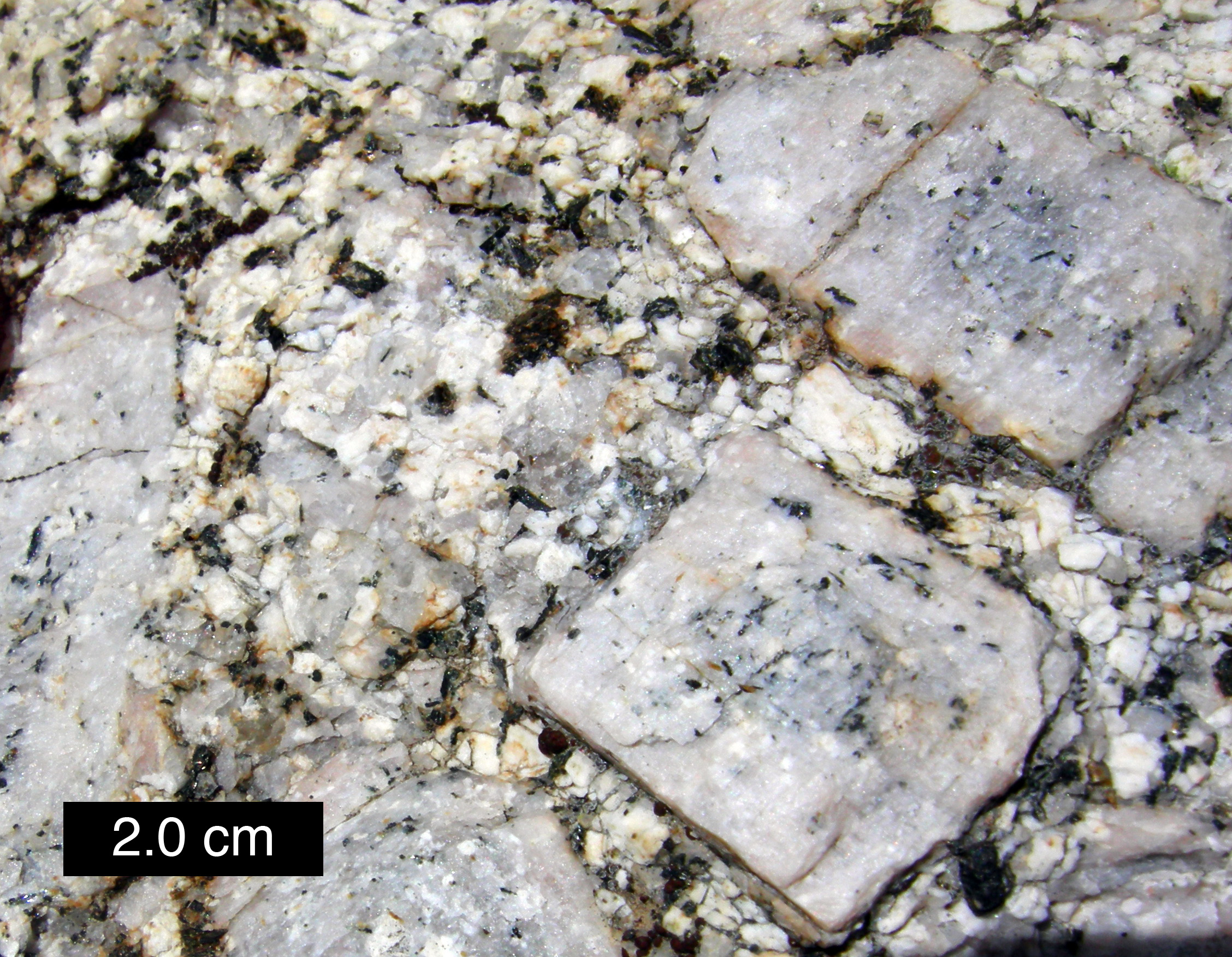
بلورهای درشت فلدسپار پتاسیم در میانهٔ یک خمیرهٔ ریزدانهٔ سنگ سماق گرانیت.

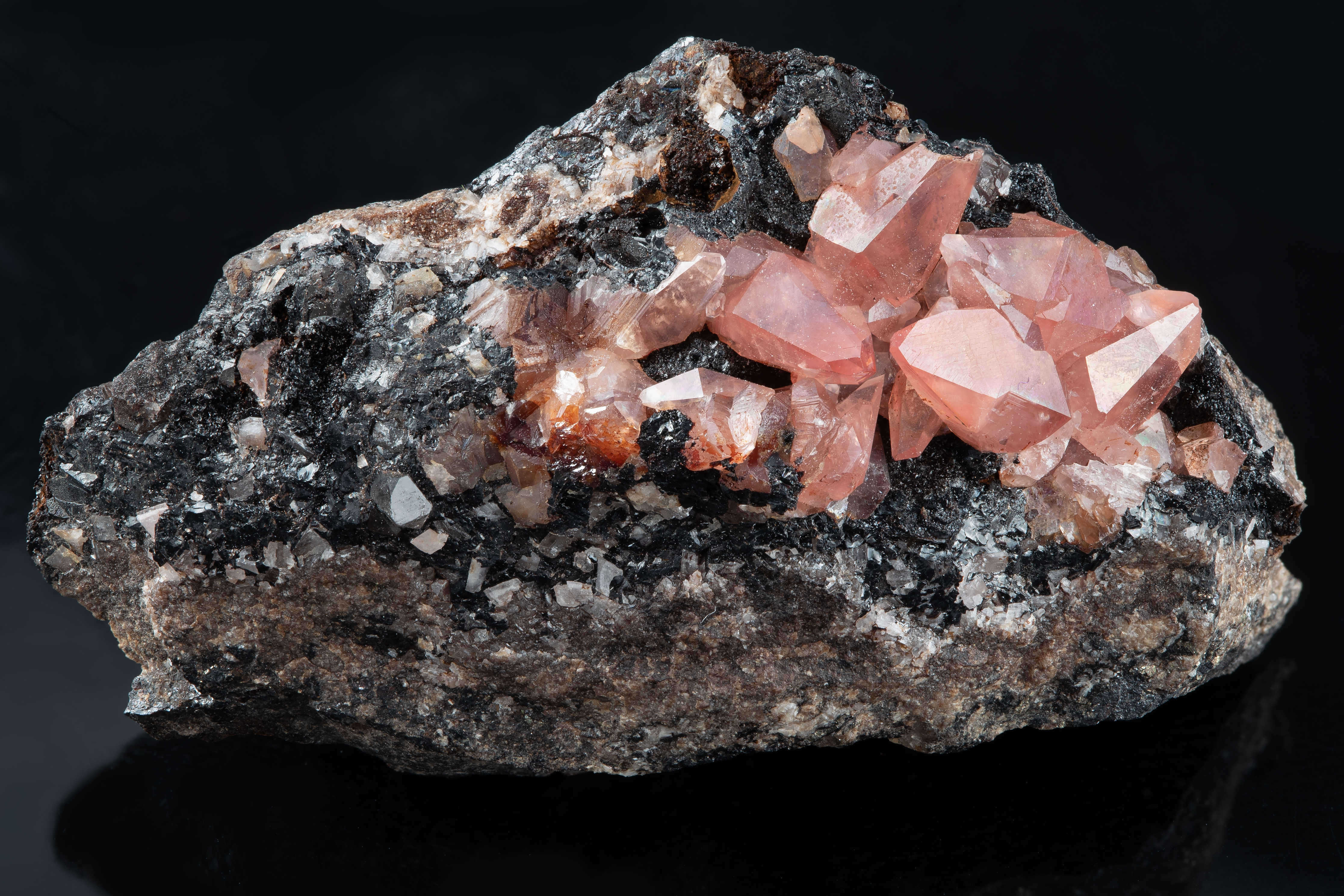
نگاره‌ای از یک قطعه کانی رودوکروزیت بر روی خمیره.

خمیرهٔ یک سنگ (به انگلیسی: Matrix)، خردترین تودهٔ ماده است که می‌تواند دانه‌های بزرگ یا بلورها را به همراه دانه‌های ریز ماده در خود جای دهد. خمیرهٔ سنگ آذرین خود از بلورهای ریزدانه، معمولاً میکروسکوپی، ساخته شده‌است که بلورهای بزرگتر در میان آن‌ها تعبیه شده‌است. بافت سنگ سماق نشان دهندهٔ چندین مرحله سردشدگی تفتال است. برای نمونه الماس‌های آفریقای جنوبی معمولاً از خمیره‌ای از سنگ رس هوازده شده مانندی (کیمبرلیت) معروف به خاک زرد بدست می‌آید.
خمیرهٔ سنگ‌های رسوبی مواد رسوبی ریزدانه‌ای مانند رس یا لای اند که دانه‌های درشت تر در آن‌ها جای گرفته‌اند. همچنین گاهی به سنگی که سنگواره در آن پدید آمده بود هم خمیره گفته می‌شد.

## منبع
- ویکی پدیای فرانسوی
- ویکی پدیای انگلیسی